# Gispersleben
Gispersleben, Erfurt-Gispersleben – dzielnica miasta Erfurt w Niemczech, w kraju związkowym Turyngia. 